# Giovanni Pistorio
Giovanni Pistorio (Catania, 7 agosto 1960) è un politico italiano.

## Biografia
Già impegnato nella Democrazia Cristiana (DC), nel 1994 con lo scioglimento della DC, aderisce al Centro Cristiano Democratico di Pier Ferdinando Casini, con il quale viene eletto all'Assemblea Regionale Siciliana nel 2001.
Nel 2004 aderisce all'Unione dei Democratici Cristiani e di Centro (UDC) di Pier Ferdinando Casini, diventando assessore regionale alla Sanità.
Nel 2005 prende parte alla fondazione del Movimento per l'Autonomia e alle elezioni politiche del 2006 viene eletto senatore per le liste del MPA in Sicilia. Dal marzo 2007 è segretario alla Presidenza del Senato.

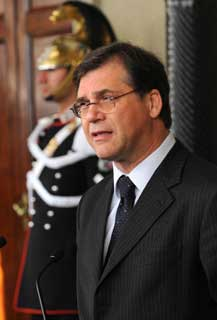
Giovanni Pistorio, il 26 gennaio 2008 al Quirinale, per le consultazioni in seguito alla caduta del Governo Prodi.

Viene rieletto senatore alle elezioni politiche del 2008 e viene eletto capogruppo del gruppo misto del Senato della Repubblica.
Il 26 luglio 2012 viene nominato dal Comitato federale del Movimento per le Autonomie nuovo Segretario federale assieme ad Agazio Loiero (ex Presidente della Regione Calabria e già coordinatore nazionale del partito) entrambi succedono nella guida del Partito a Raffaele Lombardo che si era dimesso da segretario.
Il 24 dicembre 2012, dopo aver abbandonato l'MpA, ritorna nell'UDC di Casini, insieme al deputato regionale siciliano Nicola D'Agostino.
Alle elezioni politiche del 2013 viene ricandidato alla Camera, nella circoscrizione Sicilia 2 tra le liste dell'Unione di Centro, risultando il primo dei non eletti.
Il 26 giugno 2015 viene nominato assessore regionale alle autonomie locali e alla funzione pubblica nella Giunta guidata da Rosario Crocetta.
Il 6 novembre 2015 Pistorio viene confermato assessore regionale nella Giunta Crocetta con deleghe alle infrastrutture e alla mobilità.
A novembre 2016 segue la scissione di Casini e Gianpiero D'Alia, pertanto abbandona l'UDC ed aderisce a "Centristi per la Sicilia" (poi divenuto Centristi per l'Europa).
A settembre 2017, in vista delle elezioni regionali il 5 novembre dopo un anno di militanza nei Centristi per l'Europa decide di abbandonare il partito di Giampiero D'Alia e torna nell'Udc di Cesa
Per le elezioni regionali siciliane del 2017 appoggia con il suo partito la candidatura di Nello Musumeci.
Alle elezioni politiche del 2018 si candida nel collegio uninominale di Misterbianco alla Camera dei deputati, per la coalizione di centro-destra in quota Noi con l'Italia-UDC, ma non viene eletto, sconfitto dalla candidata del Movimento 5 Stelle Simona Suriano con il 52,87% dei voti contro il 30,16% di Pistorio.